# Las Aniołowski
Las Aniołowski (także Lasek Aniołowski) – park miejski o charakterze lasu, znajdujący się w Częstochowie, na pograniczu dzielnic Północ i Wyczerpy-Aniołów. Kompleks zajmuje powierzchnię 65,5 ha. Do lasu od strony centrum miasta prowadzi Promenada Czesława Niemena, deptak o długości 1700 m. Z Lasem Aniołowskim od północnego wschodu sąsiaduje pasmo wzgórz Góry Kawie.

## Historia
Na terenie obecnego lasu, przed I wojną światową utworzony został poligon wojskowy. W dwudziestoleciu międzywojennym wykorzystywany był przez stacjonujących w Częstochowie żołnierzy 27 Pułku Piechoty i 7 Pułku Artylerii Lekkiej.
W okresie II wojny światowej poligon użytkowany był przez okupacyjne wojska niemieckie, zaś po 1945 roku przez stacjonujące w Częstochowie oddziały Ludowego Wojska Polskiego. Decyzja o zagospodarowaniu poligonu jako kompleksu zieleni miejskiej podjęto w 1960 roku. Zapoczątkowano zalesienie terenu. Do grudnia 1995 roku teren był własnością Skarbu Państwa. W 1996 roku właścicielem została Gmina Miasto Częstochowa, która rozpoczęła prace porządkowe i rewitalizacyjne lasu.
W latach 2007–2008 na jego terenie przeprowadzono prace rewitalizacyjne, uporządkowano drzewostan, stworzono ciągi piesze, a przy jednym z nich powstała ścieżka zdrowia. 21 kwietnia 2012 roku w Lesie Aniołowskim odbyła się pierwsza runda II Jurajskiego Pucharu w nordic walking.